# فرودگاه بین‌المللی چابهار
فرودگاه بین‌المللی چابهار یک فرودگاه در حال ساخت در چابهار در جنوب‌شرقی ایران است که با مداخله نیروی هوایی ساخت آن اکنون متوقف شده‌است.
از دهه ۷۰ خورشیدی که منطقه آزاد چابهار ایجاد شد، این منطقه فرودگاه مستقل و بین‌المللی نداشته و نزدیک‌ترین فرودگاه به چابهار، فرودگاه بین‌المللی چابهار-کنارک متعلق به پایگاه دهم شکاری نیروی هوایی ارتش جمهوری اسلامی ایران است که در شهرستان کنارک و در فاصله بیش از ۴۰ کیلومتری چابهار قرار گرفته‌است.
عملیات اجرایی ساخت فرودگاه چابهار به دلیل اختلافات میان نیروی هوایی و منطقه آزاد چابهار در سال ۱۳۹۹ متوقف شد.

## موافقان
موافقان احداث فرودگاه جدید اعلام کرده اند با توجه به محدودیت‌های فرودگاه نظامی در کنارک و اهمیت و جایگاه منطقه آزاد چابهار و ضرورت ایجاد یک فرودگاه بین‌المللی، کمیته عالی فضایی کشور متشکل از نیروهای مسلح و ارگان‌های هوایی دولتی مجوز احداث شهر فرودگاهی چابهار با تأکید بر حمل کالا و مسافر را صادر کرد و در آذر ماه سال ۱۳۹۸ فرودگاه بین‌المللی چابهار کلنگ‌زنی شد تا شهر فرودگاهی در این منطقه ایجاد شود. این شهر فرودگاهی در زمینی به مساحت ۲۸۱۵ هکتار در ضلع شمالی منطقه آزاد در حال ساخت است.

## مخالفان
برخی کارشناسان مخالف احداث فرودگاه جدید به چند دلیل هستند؛
- ۱- در مورد موضوع ساخت فرودگاه جدید چابهار گفته می شود فاصله فرودگاه فعلی چابهار-کنارک از مراکز مهم منطقه آزاد چابهار، 40 کیلومتر و فاصله فرودگاه جدید چابهار جدید 25 کیلومتر است که در صورت ساخت فرودگاه جدید، سبب کاهش 15 کیلومتری مسیر و کاهش زمان سفر 10 دقیقه ای مسافران خواهد شد. در هیچ کجای دنیا به دلیل کاهش زمان سفر 10 دقیقه ای آن هم فقط برای برخی از مسافران، اقدام به ساخت فرودگاه جدید نمی کنند.[۸]
- ۲-برخی کاربرد دوگانه نظامی و مسافری فرودگاه چابهار -کنارک را مانع توسعه می دانند در حالی که اکثر فرودگاه های کشور از جمله فرودگاه مهرآباد، فرودگاه شیراز، فرودگاه اصفهان و.. هم نظامی و هم مسافری است ولی چون مساحت پایانه مسافری و امکانات آنها مناسب است، مسافران هیچ مشکلی با نظامی بودن این فرودگاه ندارند.
- ۳- نقد بعدی در مورد فرودگاه فعلی چابهار-کنارک که گفته می شود حتما باید در زمین های گسترش داده شده منطقه آزاد چابهار باشد تا سرمایه گذاران خارجی برای هر بار تردد به منطقه، مجبور نباشند روادید اخذ نمایند.

اما مخالفان بیان می دارند: در ماده 20 قانون تشویق و حمایت از سرمایه گذاری خارجی و ماده 35 آیین نامه اجرایی آن به صراحت بیان شده است که ارائه تسهیلات روادید سه ساله همراه با سفر مکرر در ایران برای سرمایه گذاران خارجی، مدیران، کارشناسان و بستگان درجه یک آنها و امکان تمدید آن ارائه می شود لذا تردد سرمایه گذاران خارجی حتی در فرودگاه هایی که در خارج از مناطق آزاد واقع شده اند به سهولت و بدون هیچ گونه مشکلی انجام می شود در نتیجه این موضوع که حتما فرودگاه یک کشور باید در منطقه آزاد آن کشور باشد هیچ گونه توجیهی ندارد ( این قانون در تاریخ 19 /12 /1380 به تصویب مجلس شورای اسلامی و در تاریخ 4 /3 /1381 به تصویب مجمع تشخیص مصلحت نظام رسیده  و آیین نامه اجرایی این قانون به پیشنهاد وزارت امور اقتصاد و دارایی به شماره 29778 مورخ 23 /5 /1381 در جلسه هیئت وزیران مورخ 24 /6 /1381 تصویب شده است).